# Усти (Сухиницький район)
Усти (рос. Усты) — присілок в Сухиницькому районі Калузької області Російської Федерації.
Населення становить 35 осіб. Входить до складу муніципального утворення Присілок Радождево.

## Історія
Від 2004 року входить до складу муніципального утворення Присілок Радождево

## Населення
| 1989 | 2002 | 2010 |
| ---- | ---- | ---- |
| 122  | ↘43  | ↘35  |